# Servicio Estatal de Migración (Azerbaiyán)
El Servicio estatal de la migración de la República de Azerbaiyán (en azerbaiyano Azərbaycan Respublikası Dövlət Miqrasiya Xidməti) es la institución gubernamental  bajo la autoridad del Gabinete de Azerbaiyán. El Servicio encarga de regular la actividad en la esfera de migración teniendo en cuenta los asuntos de la seguridad nacional y desarrollo económico y demográfico en Azerbaiyán. El comité preside Vusal Huseinov.

## Historia
El 25 de julio de 2006, con el objetivo de desarrollar de la gestión de migración, regular y pronosticar los procesos de migración y perfeccionar de la legislación de migración de Azerbaiyán por la disposición presidencial fue adoptado el “Programa estatal de migración de la República de Azerbaiyán para 2006-2008”.
Se existía la necesidad del órgano especial, encargado de la política estatal de migración.
El Servicio estatal de la migración de la República de Azerbaiyán fue establecida el 19 de marzo de 2007 por el orden del Presidente de Azerbaiyán. El objetivo principal del establecimiento del servicio fue garantizar la realización de la política estatal en la esfera de la migración el marco de las normas internacionales y las necesidades actuales.
Con el objetivo de la simplificación de la documentación, regulación de los procesos de la migración el 4 de marzo de 2009 Presidente firmó un orden “Sobre la aplicación del principio “ventanilla única” en el proceso de migración”. En el marco de “ventanilla única” el Servicio estatal de migración ejerce la concesión de permisos de residencia temporal o permanente en el territorio azerbaiyano a los extranjeros o personas sin ciudadanía. En el mismo tiempo, el Servicio participa en el proceso de solución de las cuestiones sobre ciudadanía y  determina es estatuto de refugiado.
Por el orden presidencial del 8 de abril de 2009 el Servicio estatal de Migración de República de Azerbaiyán tiene el estatuto de órgano de cumplimiento.
El servicio también participa en las investigaciones, análisis y control de los migrantes ilegales en colaboración con el Ministerio del Interior, Ministerio de la Seguridad Nacional, Ministerio del trabajo y protección social de la población y Servicio estatal de Fronteras de la República de Azerbaiyán.

## Estructura
| Estructura del Servicio estatal de la Migración de la República de Azerbaiyán |                                                                                         |                                                                         |
| Dirección                                                                     | Administración pública                                                                  | Estructuras, integrados el sistema                                      |
| Jefe del Servicio                                                             | Gestión principal de la política de migración y seguridad jurídica                      | El Servicio estatal de Migración de la República Autónoma de Najichevan |
| Primer Jefe Adjunto de Servicio                                               | Gestión principal de la regulación de los procesos de migración                         | Gestión regional de migración                                           |
| Jefe Adjunto de Servicio                                                      | Gestión principal del control de migración                                              | Сentros de detención de migrantes ilegales                              |
| Jefe Adjunto de Servicio                                                      | Gestión principal del análisis de los procesos de migración y mantenimiento informático | Centro educativo                                                        |
|                                                                               | Gestión principal de la organización y el control                                       | Centro médico                                                           |
| Gestión principal de las cuestiones de ciudadanía                             |                                                                                         |                                                                         |
| Gestión de la readmisión                                                      |                                                                                         |                                                                         |
| Gestión de las relaciones públicas                                            |                                                                                         |                                                                         |
| Gestión de determinación del estatuto de refugiado                            |                                                                                         |                                                                         |
| Gestión de la cooperación internacional                                       |                                                                                         |                                                                         |
| Secretaría                                                                    |                                                                                         |                                                                         |
| Gestión de la seguridad interna                                               |                                                                                         |                                                                         |
| Gestión de las finanzas, mantenimiento y abastecimiento                       |                                                                                         |                                                                         |
| Gestión del personal y de formación                                           |                                                                                         |                                                                         |

## Cooperación internacional
Uno de los aspectos principales de la actividad del Servicio Estatal de Migración es fortalecimiento del diálogo entre los países, ampliación de la colaboración en esferas adecuadas y relaciones en esfera de lucha contra la migración ilegal, también el desarrollo de la cooperación con las estructuras adecuados de los estados extranjeros, organización internacionales y no gubernamentales con el objetivo de la aplicación de la experiencia práctica y innovador en la esfera de la coordinación de la gestión de la migración y su desarrollo.
El Servicio amplía la cooperación con Organización Internacional para las Migraciones, Unión Europea, Alto Comisionado de las Naciones Unidas para los Refugiados, Comunidad de Estados Independientes, Centro Internacional para la Formulación de Políticas sobre Migraciones, también con los países extranjeros, como Turquía, Federación Rusa, Países Bajos u otros. La cooperación se realiza en las esferas de la migración legal, gestión eficaz de la migración, readmisión, regreso voluntario, la protección social de los migrantes, etc. 